# Vasskärrlöpare
Vasskärrlöpare (Agonum thoreyi) är en skalbaggsart som beskrevs av Pierre François Marie Auguste Dejean. Vasskärrlöpare ingår i släktet Agonum och familjen jordlöpare. Arten är reproducerande i Sverige. Inga underarter finns listade i Catalogue of Life.

## Bildgalleri

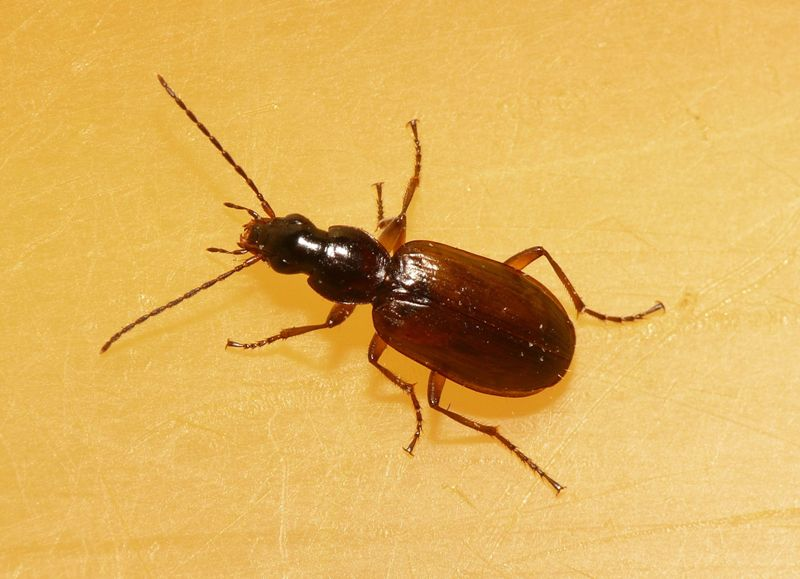